# Алексиу, Маргарет
Маргарет Алексиу (Margaret Alexiou; род. 25 марта 1939 г.) — американский лингвист, неоэллинистка, византинистка, культуролог. Эмерит-профессор Гарварда. Её книгу «Ритуальное оплакивание в греческой традиции» (первоиздание — 1974 год), называют ставшей классической.
Дочь Джорджа Томсона и его супруги Кэтрин.
Ныне именной (George Seferis Professor) эмерит-профессор Гарварда.
В 2013 году приглашенный профессор Эдинбургского университета.
Первая книга — Ritual Lament in Greek Tradition (Cambridge University Press, 1974; 2-е изд. 2002) («Ритуальное оплакивание в греческой традиции»). Также автор книги After Antiquity: Greek Language, Myth and Metaphor (Cornell University Press).
Работает над изданием мемуаров своего отца.
Мать двоих болеющих аутизмом сыновей.